# Ventura (Kalifornia)
Ventura város az USA Kalifornia államában, Ventura megyében, melynek megyeszékhelye is. Lakosainak száma 110 763 fő (2020. április 1.).

## Népesség
A település népességének változása:
| Lakosok száma | 1370 | 106 433 | 110 763 |
|               | 1880 | 2010    | 2020    |

## Érdekesség
Az Apple számítógépeinek operációs rendszerének (macOS) tizenharmadik verzióját erről a városról neveztek el, a szoftver 2022. október 24-től letölthető, telepíthető és használható